# استیو بیکو
استیو بیکو (به انگلیسی: Stephen Bantu Biko)‏ (۱۸ دسامبر ۱۹۴۶ -۱۲ سپتامبر ۱۹۷۷) یک مبارز مشهور ضد آپارتاید در دههٔ ۱۹۶۰ و ۱۹۷۰ در آفریقای جنوبی بود.
او دانشجوی مبارزی بود که با تأسیس جنبش آگاهی سیاهان نقش به سزایی در مبارزه و قدرت بخشیدن به جمعیت سیاه در آفریقای جنوبی داشت. استیو بیکو تلاش می‌کرد با نوشته‌هایش به سیاهان قدرت ببخشد. او به خاطر شعار «سیاه زیباست» مشهور است، که خودش اینگونه آن را معنا کرده‌است: «مرد، همین‌جور که هستی خوبی، به عنوان یک انسان به خودت نگاه کردن را آغاز کن».
استیو بیکو هنگامی که در بازداشت پلیس بود درگذشت. از او با عنوان «شهید مبارزه با آپارتاید» یاد می‌شود.

## از منظرژورنالیستی
پلیس دولت اقلیت سفیدپوستان فدراسیون آفریقای جنوبی ۱۲ سپتامبر سال ۱۹۷۷ اعلام کرد که استیون بیکو رهبر جنبش دانشجویان سیاه‌پوست بر اثر اعتصاب غذا در زندان درگذشته است. وی یک هفته پیش از آن بازداشت شده بود. در آن زمان کمتر کسی بود که ادعای پلیس سفید پوستان را باور کند و مرگ استیو خشم مردم را برانگیخت و منجر به تظاهرات متعدد و چند شورش شد. در دهه ۱۹۹۰ پس از سقوط حکومت سفیدپوستان مهاجر (هلندی‌ها)، در جریان برنامه «اعتراف کن، عفو بخواه و بخشوده شو»، پلیس اعتراف به قتل «استیو» کرد و قاتل او را که یک سرپاسبان بود به دست حکومت وقت داد.
طبق فیلم مستندی آثار ضرب وشتم عمیق در سروصورت استیو پیش از خاکسپاری مشهود بود.